# Wari (gra planszowa)
Wari (zwane również Warri lub Awari) – gra planszowa pochodząca z Afryki, należąca do grupy gier mankala. Jest znana w całej Afryce.

## Ogólne zasady gry
Do gry potrzebne jest: 48 żetonów (np. pestek, kamyków), a także paleta z wgłębieniami: 12 mniejszymi oraz 2 większymi na zbieranie wygranych.
Na jeden mecz składa się 7 partii. Pierwszą partię rozpoczyna gracz wybrany losowo, a kolejne osoba, która przegrała poprzednią rozgrywkę.
W grze biorą udział dwie osoby. Każda dysponuje 6 dołkami i 1 miseczką. Na początku rozgrywki w każdym z 6 dołków znajdują się po 4 żetony. Dalej gracze wykonują ruchy na przemian według następujących zasad:
- ruchy wykonuje się w kierunku lewoskrętnym wokół palety;
- każdy ruch gracza ("rozsiew") rozpoczyna się od wyjęcia wszystkich żetonów z wybranego własnego dołka i rozłożeniu ich po jednym do kolejnych dołków;
- jeśli ostatni kamień wpada do dołka przeciwnika w którym łącznie znajdują się 2 lub 3 żetony – to zabiera się je jako premię do swojej miseczki;
- w czasie jednego rozsiewu dołek z którego pobrano żetony pozostaje zawsze pusty (tzn. jeżeli w dołku było 12 i więcej żetonów – co pozwala na pełne okrążenie planszy – to dołek, z którego się pobierało, przeskakuje się);
- reguła przywileju: po wygraniu premii, oprócz zaatakowanego dołka gracz także opróżnia wszystkie dołki przeciwnika poprzedzające premiowany, a w których znajdują się 2 lub 3 żetony. Obowiązuje jednak zastrzeżenie, że całe terytorium przeciwnika wolno w ten sposób opróżnić jedynie ruchem kończącym partię.

Celem gry jest zdobycie co najmniej 25 żetonów.

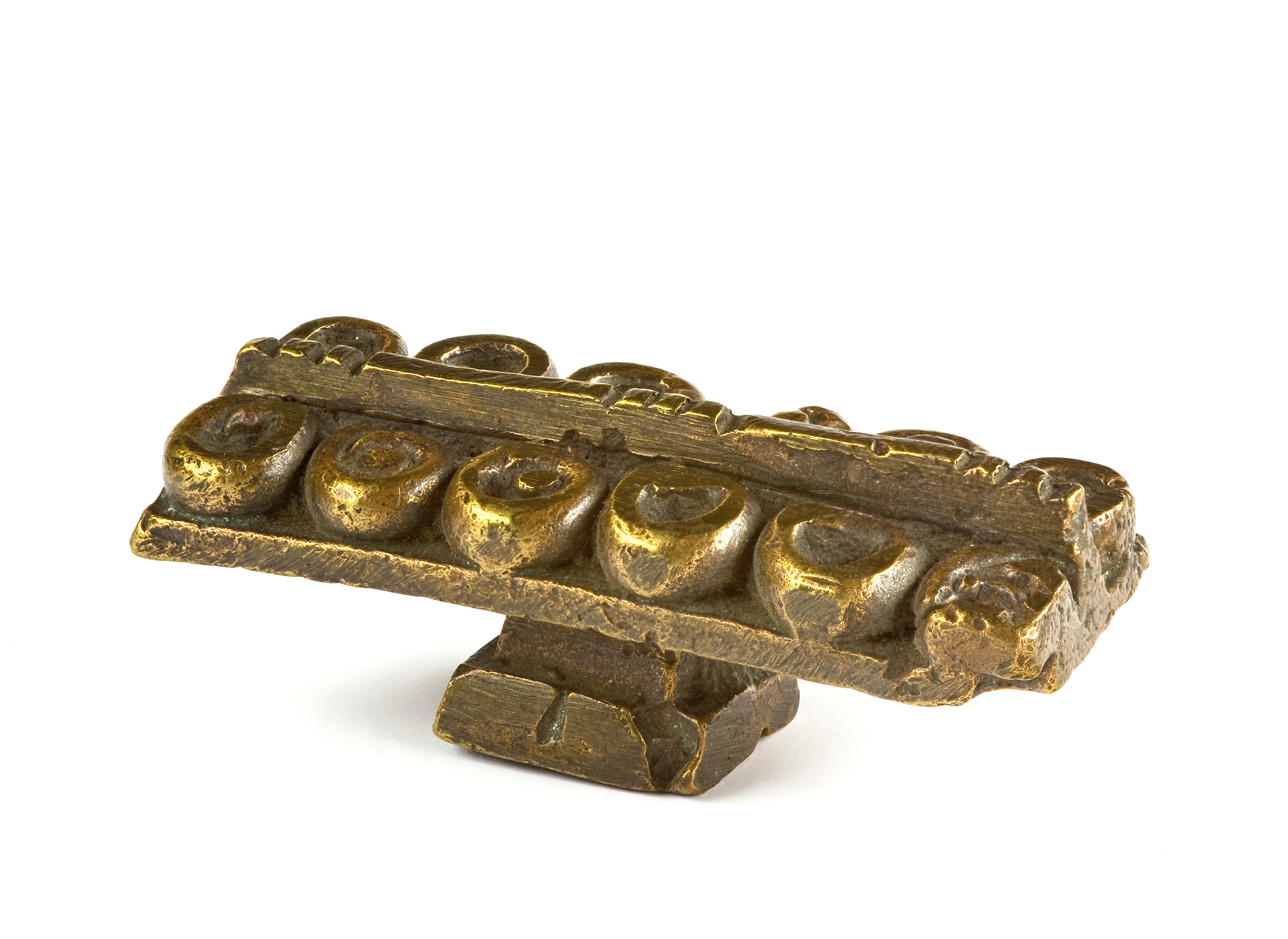
Wari Akan

## Odmiany
Istnieje bardzo wiele wariantów wari, wprowadzających modyfikacje do zasad gry omówionych powyżej.
Na przykład w odmianie adaua premiowane są dołki zawierające parzystą liczbę żetonów, ale mniejszą od 10. Zmienia to dość istotnie strategię ataku i obrony.
Kolejnym przykładem może być rozgrywka 72 sztukami żetonów (na początku po 6 na dołek) oraz rozszerzenie reguły przywileju na dołki znajdujące się bezpośrednio za dołkiem skutecznie zaatakowanym.